# Brouwerij De Arend (Alveringem)
Brouwerij De Arend ook wel Brouwerij Faure is een voormalige brouwerij te Alveringem en was actief van 1941 tot 1959.

## Bieren[2]
- Drie Draad Dubbel Bruin
- Drydraad
- Dubbel Blond
- Faro
- Gloria Dubbel Blond
- Hapkin Paters Bier
- Mars
- Nektar
- Patersbier
- Pax
- Pax-Export